# 蓝港游戏
蓝港在线（北京）科技有限公司，簡稱蓝港在线，商業名稱為蓝港游戏，是一家位於北京市石景山区实兴大街30号院的電子遊戲開發商和發行商，早期產品以客户端游戏和網頁遊戲為主，2013年後轉型開發手機遊戲。是上市公司藍港互動旗下遊戲部門。

## 歷史

### 上市前（2007—2014）
蓝港在线創始人王峰原本是金山軟件高級副總裁，因為在金山工作了十年感覺沒有提升的空間，所以於2006年末辭職。2007年3月，王峰獲得國際數據集團的200萬美元風險投資成立蓝港在线。公司初創團隊連同王峰共四人，其中廖明香擔任首席运营官、王磊擔任營運和客服，张玉宇負責技術。公司成立三個月後，開始研發客户端游戏《西游记》，王峰從完美世界的《誅仙》開發組挖角三個游戏策划組建專案組，一年後完美世界報復性挖角專案組所有骨幹，王峰只挽留到專案組一個IE策划，並親自進駐專案組穩定軍心。同年蓝港在线獲得2500萬美元融資，公司主要營收來源是代理發行成都逸海晴天的遊戲，後來逸海晴天被完美世界收購，合作中止。直到2009年《西游记》正式發行，遊戲全年營收1.5億人民幣，公司才營運才步入正規。
2009年，面對遊戲市場的轉變，蓝港在线開始增加研發網頁遊戲的專案，到2011年公司規模超過900人，同年除初創團隊成員也獲得升遷，廖明香升任總裁，王磊為首席运营官，张玉宇為首席技术官，廖明香升任後指出公司現金流不足，建議裁員削減開支，公司職員減少至300人。該年末王峰決定公司全面轉型開發手機遊戲，取消所有未發佈的端游和页游專案，還成立8864網站負責遊戲發行。2012年推出首款手機遊戲《王者之劍》，2013年推出《苍穹之剑》及2014年《神之刃》，三部作品每月營收均超過4000萬人民幣，三作並稱為「蓝港三剑」。2013年，蓝港在线進行全面改組，分成研發及發行兩大中心，前者負責遊戲開發工作，後者負責營運工作。

### 上市後（2014—至今）
2014年12月，蓝港在线母公司藍港互動在香港上市。上市前，蓝港在线開發了10款遊戲，代理營運7款遊戲，上市後，蓝港在线開始進軍韓國和日本遊戲市場，開發遊戲以改編中國大陸知名漫畫和影視作品為主，如《十万个冷笑话》和《甄環传》等改編遊戲。隨著業務擴展，公司內部分成端游、页游、手遊和海外業務四個事業部，2015年又再度重組成兩個事业群和北京、上海兩個發行中心，四名副總裁赵军、梅嵩、冯海利和齐云霄各管理其中一個部門。2016年4月，藍港互動確立「影漫游」發展方向，未來會同步發展遊戲和影視業務，遊戲業務改組為「蓝港游戏」，另建蓝港影业負責影視業務。2018年，陈浩擔任蓝港游戏首席执行官。

## 外部連結
- 蓝港游戏的新浪微博